# Tornblad
Tornblad (Ulex) er en slægt med ca. 20 arter, der er udbredt i Nordafrika og det sydvestlige og vestlige Europa. Det er kraftigt tornede buske med en tæt og stærkt forgrenet vækst. Skuddene er furede, og alle forgreninger ender i en torn. Bladene er spredtstillede, og kun hos kimplanterne ses det karakteristiske, trekoblede blad. Senere bliver de nåleformede ofte med stikkende, bladagtige bladstilke. Blomsterne findes enkeltvis eller op til tre sammen i bladhjørnerne. Blomsten er 5-tallig og uregelmæssig med et bæger, der har en totandet overlæbe og en tretandet underlæbe. Kronbladene er gule. Frugterne er ægformede til aflange bælge med ét til seks frø.
| Beskrevne arter |

- Almindelig Tornblad (Ulex europaeus)

| Andre arter |

- Ulex gallii
- Ulex minor